# Cecilia Ogwal
Cecilia Barbara Atim Ogwal (12 tháng 6 năm 1946  –  18 tháng 1 năm 2024) là một chính trị gia, doanh nhân và quản lý tư vấn người Uganda. Bà là thành viên của Nghị viện cho Khu vực bầu cử phụ nữ của quận Dokolo. Cô đã liên tục là thành viên của cơ quan lập pháp của Uanda kể từ năm 1996.
Ogwal là mẹ của 7 đứa con ruột và một số con nuôi. Bà qua đời vì bệnh ung thư ở Ấn Độ vào ngày 18 tháng 1 năm 2024, thọ 77 tuổi.

## Bối cảnh và giáo dục
Ogwal được sinh ra ở quận Dokolo, miền Bắc Uganda, vào ngày 12 tháng 6 năm 1946. Bà theo học các trường địa phương ở Uganda. Năm 1967, ở tuổi 21, cô được nhận vào Đại học Đông Phi ở Nairobi (nay là Đại học Nairobi), để học lấy bằng Cử nhân Thương mại. Bà tốt nghiệp Đại học Nairobi năm 1970. Bà cũng có chứng chỉ Quản lý nguồn nhân lực từ cái được gọi là Học viện Hành chính công, nhưng bây giờ được gọi là Học viện Quản lý Uganda. Ogwal có thêm hai chứng chỉ khác; một chứng chỉ Giá trị dựa trên Cơ đốc giáo từ Viện Haggai, Singapore, và một chứng chỉ Quan hệ đối tác công tư, từ nước Úc.

## Nghề nghiệp
Từ năm 1979 đến năm 1980, Ogwal làm việc tại Đại sứ quán Uganda ở Kenya, với tư cách là Nhân viên Liên lạc cho Người tị nạn Hồi giáo. Từ năm 1980 đến năm 1981, bà làm Giám đốc điều hành tại Ban cố vấn thương mại của Uganda. Năm 1982, bà là một trong những người sáng lập Ngân hàng Tài chính Nhà ở, làm việc ở đó cho đến năm 1984. Bà từng là Chủ tịch của Ngân hàng Phát triển Uganda, từ năm 1981 đến năm 1986.
Ogwal bắt đầu tham gia vào chính trị ở Uganda, giữ chức Tổng thư ký Quyền của Đại hội Nhân dân Uganda (UPC) từ năm 1985 đến năm 1992. Năm 1994, bà là thành viên của Quốc hội lập hiến, dự thảo và ban hành Hiến pháp năm 1995 ở U-crai-na. Ogwal là một quan chức cấp cao trong đảng chính trị UPC cho đến năm 2004. Trong cuộc bầu cử quốc hội năm 2006, bà đã mất ghế quản lý hạt Lira của mình cho Jimmy Akena, con trai của người sáng lập UPC Milton Obote. Vào năm 2011, Ogwal đã tranh cử và giành được ghế Đại diện Phụ nữ cho Quận Dokolo mới được thành lập. Lần này, bà chuyển sang các đảng chính trị và tham gia với tư cách là thành viên của Diễn đàn Thay đổi Dân chủ.

## Khác
Ogwal là một người mẹ có bảy đứa con tự nhiên và một số người con được nhận nuôi.
Năm 1969, ở tuổi 23, bà đã giành chiến thắng trong cuộc thi "Hoa hậu Uganda".